# Feuges
Feuges est une commune française, située dans le département de l'Aube en région Grand Est.

## Géographie
Le village est à dix minutes au nord de Troyes et à quatre-vingt-quinze kilomètres de Reims (Marne). Feuges dépend du canton d'Arcis-sur-Aube. C'est un petit village situé sur un secteur vallonné à proximité de la préfecture.
| Chapelle-Vallon        | Aubeterre         | Charmont-sous-Barbuise |
| Mergey                 | Feuges            | Luyères                |
| Saint-Benoît-sur-Seine | Pont-Sainte-Marie | Vailly                 |

### Hydrographie
La commune est dans la région hydrographique « la Seine de sa source au confluent de l'Oise (exclu) » au sein du bassin Seine-Normandie. Elle n'est drainée par aucun cours d'eau,.

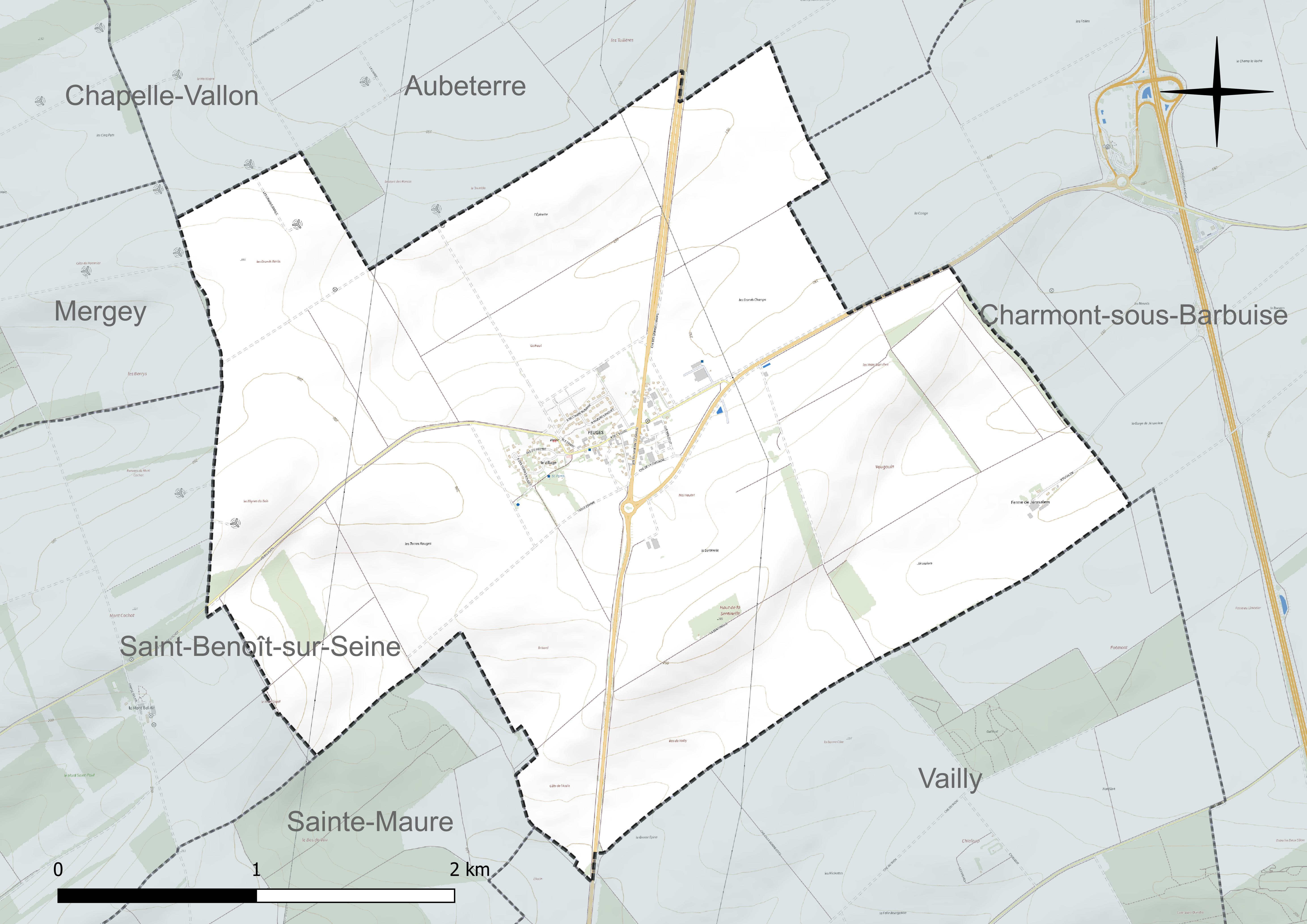
Réseau hydrographique de Feuges.

### Climat
Pour des articles plus généraux, voir Climat du Grand Est et Climat de l'Aube.
En 2010, le climat de la commune est de type climat océanique dégradé des plaines du Centre et du Nord, selon une étude du Centre national de la recherche scientifique s'appuyant sur une série de données couvrant la période 1971-2000. En 2020, Météo-France publie une typologie des climats de la France métropolitaine dans laquelle la commune est exposée à un climat océanique altéré et est dans la région climatique Nord-est du bassin Parisien, caractérisée par un ensoleillement médiocre, une pluviométrie moyenne régulièrement répartie au cours de l’année et un hiver froid (3 °C).
Pour la période 1971-2000, la température annuelle moyenne est de 10,5 °C, avec une amplitude thermique annuelle de 15,6 °C. Le cumul annuel moyen de précipitations est de 746 mm, avec 12,2 jours de précipitations en janvier et 8,2 jours en juillet. Pour la période 1991-2020, la température moyenne annuelle observée sur la station météorologique de Météo-France la plus proche, « Troyes-Barberey », sur la commune de Barberey-Saint-Sulpice à 9 km à vol d'oiseau, est de 11,3 °C et le cumul annuel moyen de précipitations est de 644,6 mm. 
La température maximale relevée sur cette station est de 41,8 °C, atteinte le 25 juillet 2019 ; la température minimale est de −23 °C, atteinte le 17 janvier 1985,,.
Les paramètres climatiques de la commune ont été estimés pour le milieu du siècle (2041-2070) selon différents scénarios d'émission de gaz à effet de serre à partir des nouvelles projections climatiques de référence DRIAS-2020. Ils sont consultables sur un site dédié publié par Météo-France en novembre 2022.

## Urbanisme

### Typologie
Au 1er janvier 2024, Feuges est catégorisée commune rurale à habitat dispersé, selon la nouvelle grille communale de densité à 7 niveaux définie par l'Insee en 2022.
Elle est située hors unité urbaine. Par ailleurs la commune fait partie de l'aire d'attraction de Troyes, dont elle est une commune de la couronne,. Cette aire, qui regroupe 209 communes, est catégorisée dans les aires de 200 000 à moins de 700 000 habitants,.

### Occupation des sols
L'occupation des sols de la commune, telle qu'elle ressort de la base de données européenne d’occupation biophysique des sols Corine Land Cover (CLC), est marquée par l'importance des territoires agricoles (97 % en 2018), une proportion sensiblement équivalente à celle de 1990 (97,7 %). La répartition détaillée en 2018 est la suivante : 
terres arables (97 %), zones urbanisées (3 %). L'évolution de l’occupation des sols de la commune et de ses infrastructures peut être observée sur les différentes représentations cartographiques du territoire : la carte de Cassini (XVIIIe siècle), la carte d'état-major (1820-1866) et les cartes ou photos aériennes de l'IGN pour la période actuelle (1950 à aujourd'hui).

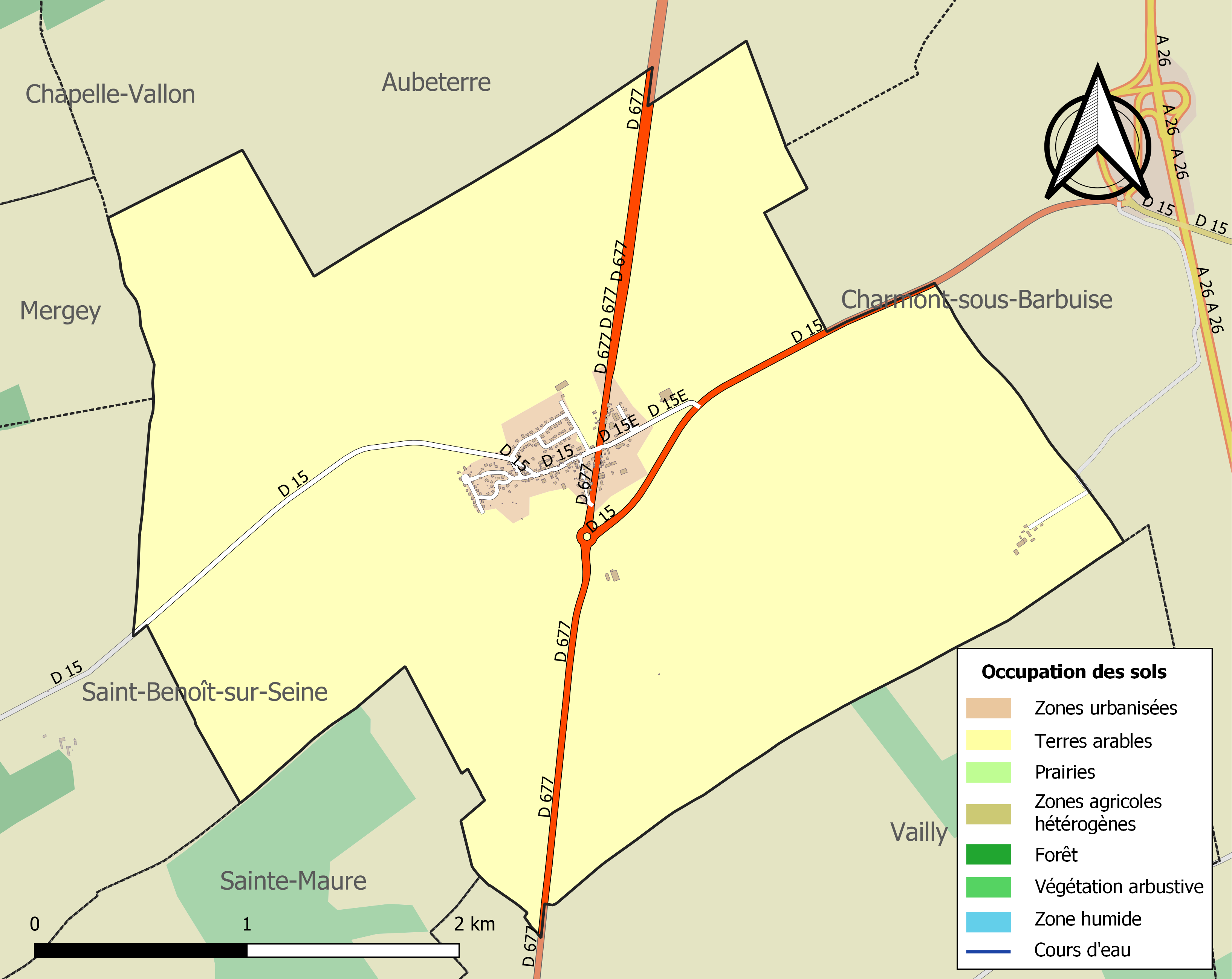
Carte des infrastructures et de l'occupation des sols de la commune en 2018 (CLC).

## Histoire
Le fief était au comte de Champagne, puis au roi ; il relevait de Troyes avant d'être un arrière fief de Chappes. Entre 1122 et 1144 Hugues de Feuges et son frère Raoul furent seigneurs du fief ; Ermenjart de Feuges vers 1210. En 1399, Guiot, sire du Saint-Sépulcre l'était aussi de Feuges ; depuis ce temps les sires de Villacerf ou de Saint-Sépulcre le furent aussi de Feuges jusqu'à la Révolution française.
En 1789, Feuges dépendait de l'intendance et de la généralité de Châlons, de l'élection et du bailliage de Troyes.

## Politique et administration
| Période    | Période  | Identité         | Étiquette | Qualité                    |
| ---------- | -------- | ---------------- | --------- | -------------------------- |
| avant 2002 |          | André Dietz      | DVD       |                            |
| ...        | 2020     | Philippe Tribot  | DVD       | Retraité Fonction publique |
| 2020       | en cours | Sonia Meirhaeghe |           | Productrice de PPAM        |

## Démographie
L'évolution du nombre d'habitants est connue à travers les recensements de la population effectués dans la commune depuis 1793. Pour les communes de moins de 10 000 habitants, une enquête de recensement portant sur toute la population est réalisée tous les cinq ans, les populations de référence des années intermédiaires étant quant à elles estimées par interpolation ou extrapolation. Pour la commune, le premier recensement exhaustif entrant dans le cadre du nouveau dispositif a été réalisé en 2005.

En 2022, la commune comptait 332 habitants, en évolution de +0,61 % par rapport à 2016 (Aube : +0,7 %, France hors Mayotte : +2,11 %).
| 1793 | 1800 | 1806 | 1821 | 1831 | 1836 | 1841 | 1846 | 1851 |
| ---- | ---- | ---- | ---- | ---- | ---- | ---- | ---- | ---- |
| 150  | 158  | 150  | 140  | 144  | 143  | 147  | 152  | 149  |

| 1856 | 1861 | 1866 | 1872 | 1876 | 1881 | 1886 | 1891 | 1896 |
| ---- | ---- | ---- | ---- | ---- | ---- | ---- | ---- | ---- |
| 131  | 125  | 126  | 118  | 128  | 114  | 115  | 108  | 104  |

| 1901 | 1906 | 1911 | 1921 | 1926 | 1931 | 1936 | 1946 | 1954 |
| ---- | ---- | ---- | ---- | ---- | ---- | ---- | ---- | ---- |
| 104  | 100  | 109  | 94   | 93   | 94   | 95   | 83   | 78   |

| 1962 | 1968 | 1975 | 1982 | 1990 | 1999 | 2005 | 2006 | 2010 |
| ---- | ---- | ---- | ---- | ---- | ---- | ---- | ---- | ---- |
| 72   | 72   | 81   | 221  | 231  | 206  | 203  | 200  | 283  |

| 2015 | 2020 | 2022 | - | - | - | - | - | - |
| ---- | ---- | ---- | - | - | - | - | - | - |
| 326  | 333  | 332  | - | - | - | - | - | - |

## Lieux et monuments

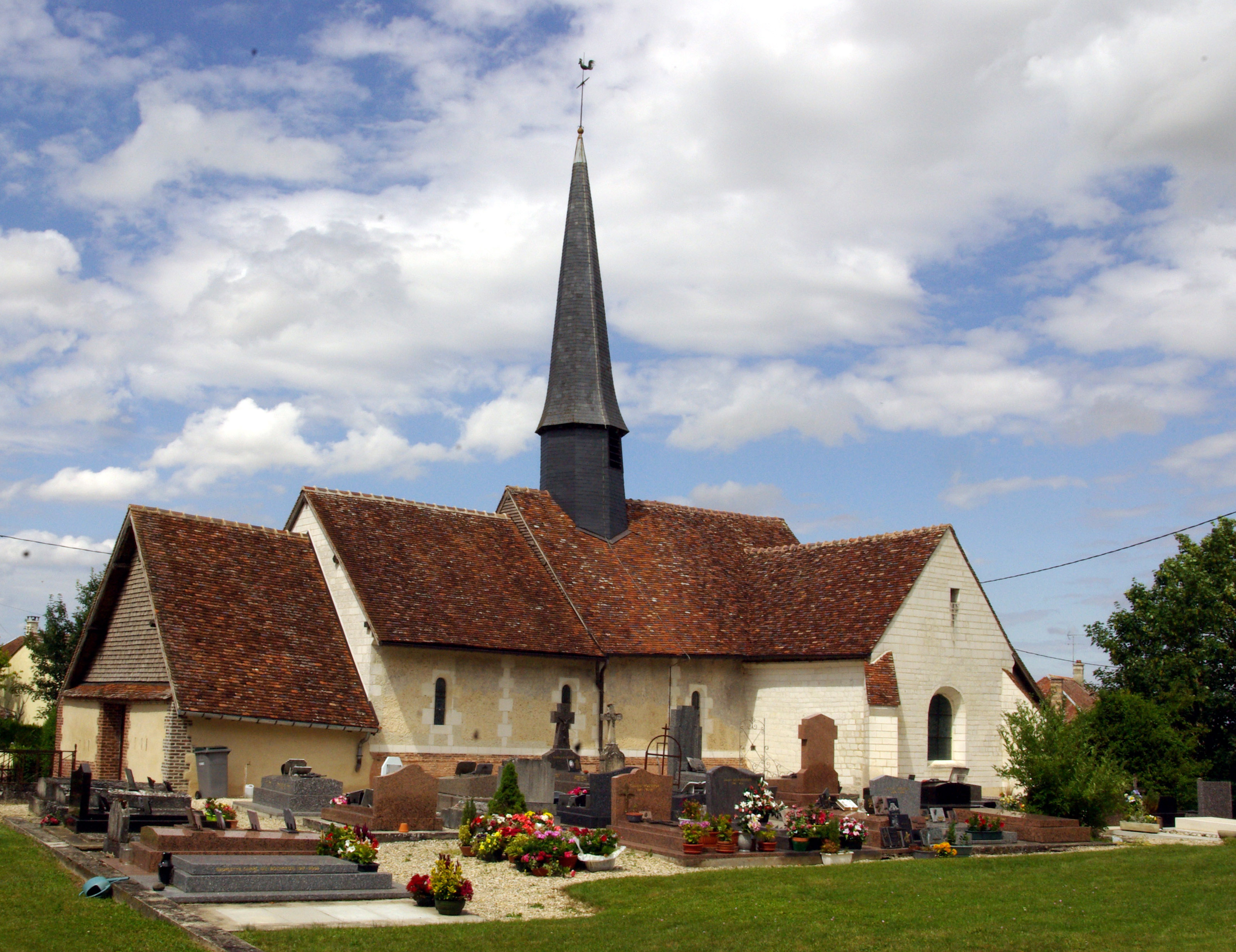
L'église Saint-Benoît.

- Lotissement "Haute Qualité Environnementale" dit lotissement l'Aube Romaine.
- L'église Saint-Benoît : elle est d'architecture romane et classée. Elle a fait l'objet de rénovations au cours des dernières années (de 2000 à 2008). Elle a été réinaugurée le 25 octobre 2008 en présence de nombreux élus. Le Christ en Croix de l'église, classé Monument Historique le 20 décembre 1911, était proposé lors de l'exposition Le Beau XVIe Siècle se déroulant en l'église Saint-Jean au Marché de Troyes. Cette exposition réunissait 71 026 personnes d'avril à octobre 2009. Le Christ en Croix fut sculpté par Le Maître de Chaource durant le premier quart du XVIe siècle.

## Personnalités liées à la commune
- Charles-Michel de L'Épée, né à Versailles le 25 novembre 1712 et décédé à Paris le 23 décembre 1789. L'abbé de L'Épée fait partie de l'histoire de Feuges : il était curé du village et fut le fondateur de l'Institut pour les sourds-muets, il porte d'ailleurs une rue à son nom au centre du bourg. Il perfectionna la LSF, la Langue des signes française et fit une grande avancée dans l'aide aux personnes en difficultés vocales et auditives.

## Accès
Pour accéder à Feuges,
-par l'A26, sortie no 22, suivre les panneaux de directions.
- par routes départementales:
- D 677 entre Troyes (sortie no 3 de la rocade) et Arcis-sur-Aube.
- D 15 entre Saint-Benoît-sur-Seine et Charmont-sous-Barbuise

-par autocars:
ligne régulière no 7 Troyes ⇒ Arcis⇒ Mailly et inversement. Transporteur : Autocars Bardy
- par train : gare de Troyes, taxis disponibles place de la gare.
- par air : 
- aérodrome Troyes-Barberey
- aéroport international de Vatry(51)